# Прайс, Лиа
Лиа Прайс (Leah Price; род. 6 октября 1970) — американский литературный критик.
Доктор философии (1998), именной профессор (Francis Lee Higginson Professor) английского языка Гарвардского университета.
Отмечена Christian Gauss Award (2020) и другими отличиями.
Основательница и директор Rutgers Initiative for the Book. Окончила Гарвард (бакалавр, 1991). Степени магистра (1995) и доктора (1998) философии получила в Йеле.
Публикуется в New York Times Book Review, London Review of Books, Times Literary Supplement, San Francisco Chronicle, Boston Globe, Public Books.
Автор книг What We Talk About When We Talk About Books (Basic Books, 2019), How to Do Things with Books in Victorian Britain (Princeton UP, 2012) и The Anthology and the Rise of the Novel (Cambridge UP, 2000).